# Cuitláhuac (métro de Mexico)
Cuitláhuac est une station de la Ligne 2 du métro de Mexico, située à l'ouest de Mexico, dans la délégation Miguel Hidalgo.

## La station
La station est ouverte en 1970.
Le nom vient de l'avenue Cuitláhuac, du nom de l'avant-dernier Huey tlatoani. L'icône représente le bouclier (chimalli) utilisé dans la bataille contre les Espagnols, dont le passage le plus héroïque, la "Noche Triste", eut lieu à quelques mètres de l'emplacement actuel de la station et vit la victoire de Cuitláhuac.